# Pugaciov (oraș)
Pugaciov (în rusă Пугачёв) este oraș din Oblast Saratov, Rusia, situat la 246 km la nord-est de Saratov și la 170 km la sud-vest de Samara. Populația localității este de 41.355 locuitori (2013).
Aici s-a născut scriitorul Aleksei Nikolaevici Tolstoi.